# Orthothecium diminutivum
Orthothecium diminutivum là một loài Rêu trong họ Hypnaceae. Loài này được (Grout) H.A. Crum, Steere & L.E. Anderson mô tả khoa học đầu tiên năm 1964.